# Штильман, Григорий Николаевич
Григорий Николаевич (Нафталиевич) Штильман (23 июня (5 июля) 1875, Киев, Российская империя — 12 (25) декабря 1916) — российский юрист, криминалист, публицист, редактор.

## Биография
Родился 23 июня (по старому стилю) 1875 года в семье киевского первой гильдии (ранее васильковского второй гильдии) купеческого сына (ещё ранее житомирского мещанина) Нафтулы Хаим-Мейлиховича (Нафтали Хаимовича) Штильмана (1837 — 21 октября 1900) и Инды (Гинды) Штильман (1839—?). Выпускник Университета Святого Владимира. Дебютировал в 1900 году в журнале «Русское богатство» статьёй «Споры ο теории обнищания». В том же году начал печататься в «Праве», в котором с тех пор принимал деятельное участие. Г. Штильман поместил ряд статей на криминалистические темы в «Журнале Министерства юстиции», «Вестнике гражданского права», «Zeitschrift für die gesammte Strafrechtswissenschaft» («Журнал общей криминалистики»), «Журнале уголовного права и процесса».
Г. Штильман был представителем, так называемой, социологической школы уголовного права, что особенно проявилось в его статьях «Die weibliche Lohnarbeit und ihr Einfluss auf die Sittlichkeit und Kriminalität» («Neue Zeit»), «Борьба с рецидивом» («Журнал Министерства юстиции»), «Неопределенное наказание» (там же), «Теория возмездия» («Право»).
Член русской группы Международного союза криминалистов, Г. Штильман представил на одном из съездов доклад «Общая конструкция ответственности за преступления периодической печати» и опубликовал после того, в общих и специальных журналах, ряд статей на эту тему.
Многие его работы посвящены вопросам конституционного уголовного права. Откликаясь на общественные и политические темы русской и заграничной жизни, принимал активное участие в прогрессивных ежемесячниках и газетах. Его статьи печатались в «Вопросах жизни» («Внутреннее обозрение»), «Русской мысли», «Вестнике Европы», «Рабочем слове», «Товарище», «Речи», «Русских ведомостях», «Слове», фактическим редактором которого Г. Штильман был в течение полутора лет.
Не примыкая ни к какой политической партии, Г. Штильман отстаивает в своих статьях интересы демократического либерализма и вёл борьбу с утопическими тенденциями крайней левой оппозиции.
В «Русской мысли» напечатаны были три его крупных очерка по истории немецкий реакции. Отдельно опубликовал брошюры:
- Внепарламентское законодательство в конституционной России (ст. 87-я Осн. Закона).
- Борьба с малолетними преступниками по проекту швейцарского уложения (1902)
- Новый прусский закон о принудительном воспитании и его криминально-политическое значение (1902)
- Пределы свободы рабочих коалиций в Германии (1903)
- Работы по пересмотру германского уголовного уложения (1903)
- Предстоящая реформа германского судебного законодательства (1904)
- Критика трёх основных вопросов уголовного права (По поводу предстоящей реформы германского уголовного уложения)
- Печать и уголовный закон (1914)

## Семья
У него были сестра-близнец София, сёстры Минца (2 марта 1870) и  Ливша (29 января 1871). Его брат Рувим Нафтулович (Роберт Николаевич) Штильман (1867—?) был выпускником юридического факультета Университета Святого Владимира. Его брат Павел Николаевич Штильман (10 декабря 1880 —?), юрист, был автором научных трудов по бухгалтерскому учёту.
Дети его двоюродной сестры — поэты Юрий Мандельштам и Татьяна Штильман.